# José Cabas Galvan
José Cabas Galvan   (Màlaga, 15 d'abril de 1853 - Màlaga, 14 d'abril de 1909) fou un escriptor, compositor, pedagog i organista andalús.

## Biografia
Fill d'un organista, fou el primer de la família a destacar per la seva tasca compositiva. Cabas Galvan va cursar els estudis musicals amb Eduardo Ocón. A conseqüència de la popularitat de la sarsuela es va sentir atret per aquest gènere musical, aconseguint el seu primer èxit amb La cieguecita, estrenada a Màlaga el 1874. La seva vocació per la dramatúrgia el va portar a publicar el 1875 la comèdia Ante la capricho, el deber, aquesta va ser l'única obra d'aquest estil que va compondre. També va destacar com a escriptor en diversos periòdics malaguenys.
El 1876 va ingressar com a professor de Solfeig en l'escola de música de la Sociedad Filarmónica de Málaga fundada per Eduardo Ocón el 1871. El 1880 aquesta escola es convertí en el Real Conservatorio María Cristina, i José Cabas Galván va passar a formar part del seu primer claustre de professors des d'on desenvolupà la seva tasca pedagògica, i on va romandre fins al seu traspàs. El 1894 publicà la seva Teoría del solfeo, un obra de rellevància a diversos conservatoris espanyols i americans. L'any 1901 era catedràtic numerari de solfeig, harmonia, orgue i auxiliar de Cant, la càtedra estava en possessió d'Eugenio Zambelli de la Rosa.
En 1901 fou nomenat director facultatiu de la Sociedad Filarmónica de Málaga, càrrec que sempre havia estat unit a la direcció del conservatori, aquesta relació de dependència es va mantenir fins al 1931.

## Obra
Obra de l'autor.

### Música escènica
- La cieguecita
- Los de Albacete
- A la orden, mi coronel
- El amigo de Quevedo
- En la guerra civil
- El observatorio
- El último toro
- Emigrantes para Chile
- Golpes fajina y retreta
- La cuadrilla del zurdo o Los bandidos de Villatonta
- La suerte de varas
- Los chocolates de Matías López
- Nísperos del Japón
- Pasados por agua

### Música religiosa
- Ave María
- Coplas del Rosario
- Flores a María
- Libera me
- Motete a la Santísima Trinidad
- Salve a la Virgen de la Victoria
- Salve a la Virgen de los Servitas
- Salve Regina

### Orquestra i cor
- Himno al arte
- Himno a la caridad

### Música de cambra
- Trío

### Piano
- Fandanguillo del Perchel
- Fantasía de "Los Hugonotes"
- Fantasía sobre "Roberto il Diavolo"
- Fantasía sobre "Fausto"
- Recuerdos del "Fausto" de Gounod

#### Catàleg IFMuC
El Fons Musical SEO (Fons de l'Església parroquial de Sant Esteve d'Olot de l'ACGAX) conserva una còpia del seu Villancet per a 2 veu i acompanyament.